# 布尔什维克军事组织

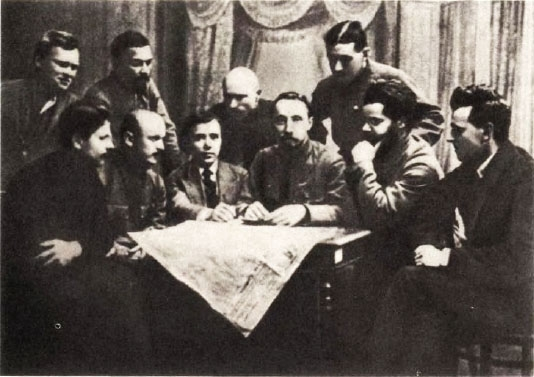
俄国社会民主工党中央委员会军事组织成员

布尔什维克军事组织（俄语：Военные организации большевиков）是指俄国社会民主工党 (布尔什维克)创建的旨在对俄国军队进行革命宣传的组织。1905年—1907年革命期间，布尔什维克建立一系列该类组织。在第一次世界大战开始后，该类组织得以重建。1917年3月，该类组织的影响力达到顶峰，当时它们在前线军队和后方驻军中建立，并在全俄军事组织局的领导下统一行动。它们积极参与了十月革命的准备工作。随着旧军队的复员，该类组织于1918年3月被解散。